# The Great Beyond
The Great Beyond è un brano della band statunitense R.E.M.. La canzone è stata realizzata per la colonna sonora del film Man on the Moon del 1999, che prende il titolo da Man on the Moon, brano dei R.E.M. di alcuni anni prima, presente anche nella colonna sonora. 
Allo stesso Jim Carrey, interprete del film, venne proposto di prendere parte al videoclip, ma rifiutò in quanto non voleva più rientrare nel ruolo di Andy Kaufman, dopo che ne era faticosamente uscito, come ha rivelato durante la sua intervista nel documentario Netflix Jim & Andy: The Great Beyond.

## Tracce
Cassette / US CD
1. The Great Beyond (radio edit) - 4:14
2. Man On The Moon - 5:24

UK CD
1. The Great Beyond (radio edit) - 4:14
2. Everybody Hurts (live)- 6:20
3. The One I Love (live) - 3:10

Maxi-CD
1. The Great Beyond (radio edit) - 4:14
2. The One I Love (live) - 3:10
3. Everybody Hurts (live) - 6:20
4. Man On The Moon - 5:24

## Classifiche
| Classifica (2000)               | Posizione massima |
| ------------------------------- | ----------------- |
| Australia                       | 25                |
| Canada                          | 16                |
| Germania                        | 56                |
| Irlanda                         | 6                 |
| Italia                          | 3                 |
| Norvegia                        | 8                 |
| Paesi Bassi                     | 91                |
| Regno Unito                     | 3                 |
| Stati Uniti                     | 57                |
| Stati Uniti (adult alternative) | 1                 |
| Stati Uniti (alternative)       | 11                |
| Stati Uniti (mainstream rock)   | 33                |
| Svezia                          | 52                |
| Svizzera                        | 72                |